# Курта (одежда)
Ку́рта (бенг. কুর্তা (পাঞ্জাবী), перс. کرتا‎, хинди कुरता, произносится как [kʊrt̪a ː]) — традиционная одежда в Пакистане, Афганистане, Таджикистане, Бангладеш, Индии, Непале и Шри-Ланке. Это свободная рубашка, доходящая до района колен владельца, которую носят как мужчины, так и женщины. Традиционно носится с kurta-paijama (лёгкими свободными штанами, затягивающимися на шнурке вокруг талии), шароварами, дхоти и с churidars; в настоящее время может надеваться с джинсами. Курта может быть как частью повседневной одежды, так и частью делового костюма.
Шаровары и пижама более популярны как для мужчин, так и для женщин в Афганистане, Пакистане и Таджикистане, в то время как в Индии женщины носят курту с сари, а мужчины — с дхоти. Женщины часто носят курту как блузку, как правило, в сочетании с джинсами; такие курты значительно короче традиционных и сделаны из более лёгких материалов.
Курты были в моде в 1960—1970-х годах как атрибут культуры хиппи; после периода малоизвестности они сейчас снова в моде. Южноазиатские женщины также могут носить адаптации курт к моде самой Южной Азии.
Слово «Курта» является заимствованием из урду и хинди, исходно — от персидского буквального «рубашка без воротника».
Из Персии слово рано попало в Россию (как куртка). В книге историка И. Е. Забелина «Домашний быт русских цариц в XVI и XVII столетиях» приводится цитата из архивного документа: 

«В 1638 году июня 26 царевичевым метальникам Макарку да Ивашку Андреевым сшиты две курты да двои штаны из красного (червленого) сукна, а вместо шапок, аракчины (ермолки) тоже из сукна-багреца…»